# All-Ireland Senior Hurling Championship 1912
L'All-Ireland Senior Football Championship 1912 fu l'edizione numero 26 del principale torneo di hurling irlandese. Kilkenny batté Cork in finale, ottenendo il sesto titolo della sua storia.

## Formato
Parteciparono 15 squadre e si tennero i campionati provinciali i cui vincitori avrebbero avuto diritto d'accesso alla fase finale nazionale.

## Torneo
All-Ireland Senior Hurling Championship
| Dublino 25 agosto 1912 Semifinale | Limerick | 11-3 – 2-0 | Antrim | Jones's Road |

| Dublino 29 settembre 1912 Semifinale | Kilkenny | 8-3 – 2-2 | Galway | Jones's Road |

| Dublino 17 novembre 1912 Finale | Kilkenny               | 2-1 – 1-3 | Cork | Jones's Road (c.18,000 spett.)\| Arbitro: \| M. F. Crowe (Limerick) \| |
| Arbitro:                        | M. F. Crowe (Limerick) |           |      |                                                                        |